# Agaïta
L'agaïta és un mineral de la classe dels sulfats. Va ser anomenat així per la seva localitat tipus, la mina Aga als Estats Units.

## Característiques
La agaïta és un tel·lurat de fórmula química Pb₃CuTeO₅(OH)₂(CO₃). Cristal·litza en el sistema ortoròmbic.
L'exemplar que va servir per a determinar l'espècie, el que es coneix com a material tipus, es troba conservat a les col·leccions mineralògiques del Museu d'Història Natural del Comtat de Los Angeles, a Los Angeles (Califòrnia) amb el número de catàleg: 63590.

## Formació i jaciments
Va ser descoberta a la Mina Aga, situada a la muntanya d'Otto, dins la localitat de Baker, al Comtat de San Bernardino (Califòrnia, EUA); també ha estat trobada a la propera mina Bird Nest Drift. Aquests dos indrets són els únics de tot el planeta on ha estat descrita aquesta espècie mineral.